# Homenetmen Beirut
L'Associazione Sportiva Homenetmen Beirut (in arabo الجمعية الرياضية هومنتمن بيروت‎?, in armeno Հայ Մարմնակրթական Ընդհանուր Միութիւն (ՀՄԸՄ)?) è una società polisportiva libanese fondata dalla diaspora armena, che comprende sezioni di calcio, pallacanestro, ping pong, ciclismo e un programma di scautismo. La polisportiva ha sede a Beirut e rappresenta il capitolo libanese dell'organizzazione internazionale "Homenetmen".
La squadra di calcio fu stata fondata nel 1924, a soli 6 anni dalla fondazione di Homenetmen a Costantinopoli. Compete nella quarta divisione libanese. Il Homenetmen partecipò al Campionato d'Asia per club nel 1970, finendo al terzo posto. Hanno anche vinto 7 campionati di Prima Divisione e 3 coppe di Libano. Mantiene una rivalità storica con un'altra società armena in Libano, il Homenmen.

## Nome
Il nome "Homenetmen" (in arabo هومنتمن‎?) deriva dalla pronuncia dell'acronimo ՀՄԸՄ (HMƏN; ho-men-et-men) del nome armeno della società (in armeno Հայ Մարմնակրթական Ընդհանուր Միութիւն?), che significa "Unione Atletica Generale Armena".

## Palmarès

### Competizioni nazionali
- Prima Divisione: 7

1944, 1946, 1948, 1951, 1955, 1963, 1969
- Coppa di Libano: 3

1943, 1948, 1962
- Seconda Divisione: 1

2002-2003

### Altri piazzamenti
- Prima Divisione:

Terzo posto: 1994-1995, 1996-1997
- Campionato d'Asia per club:

Semifinalista: 1970